# Horst Kohle
Horst Kohle (ur. 7 października 1935) – niemiecki piłkarz występujący na pozycji napastnika, reprezentant NRD.

## Życiorys
Seniorską karierę rozpoczynał w Motorze Schönebeck. W 1954 roku przeszedł do SC DHfK Leipzig. W związku z odejściem wielu zawodników z Vorwärtsu Berlin do Vorwärtsu Lipsk po rundzie jesiennej sezonu 1954/1955, Kohle został wówczas pozyskany przez Vorwärts Berlin. W DDR-Oberlidze zadebiutował 16 stycznia 1955 roku w wygranym 5:1 wyjazdowym meczu z BSG Motor Zwickau, w którym również zdobył gola. Z Vorwärtsem trzykrotnie zdobył mistrzostwo NRD: w sezonach 1958, 1960 i 1961/1962. 28 czerwca 1959 roku rozegrał jedyny mecz w reprezentacji – w przegranym 2:3 spotkaniu z Portugalią w ramach eliminacji do mistrzostw Europy strzelił bramkę.

## Statystyki ligowe
| Sezon         | Klub                | Liga         | Mecze | Gole |
| ------------- | ------------------- | ------------ | ----- | ---- |
| 1954/1955 (w) | ASK Vorwärts Berlin | DDR-Oberliga | 12    | 4    |
| 1955          | ASK Vorwärts Berlin | DDR-Oberliga | 6     | 1    |
| 1956          | ASK Vorwärts Berlin | DDR-Oberliga | 14    | 4    |
| 1957          | ASK Vorwärts Berlin | DDR-Oberliga | 0     | 0    |
| 1958          | ASK Vorwärts Berlin | DDR-Oberliga | 26    | 6    |
| 1959          | ASK Vorwärts Berlin | DDR-Oberliga | 23    | 13   |
| 1960          | ASK Vorwärts Berlin | DDR-Oberliga | 16    | 5    |
| 1961/1962     | ASK Vorwärts Berlin | DDR-Oberliga | 24    | 6    |
| 1962/1963     | ASK Vorwärts Berlin | DDR-Oberliga | 14    | 1    |
| 1963/1964     | ASK Vorwärts Berlin | DDR-Oberliga | 3     | 1    |